# Espanya als Jocs Olímpics d'estiu de 1932
Espanya va estar representada als Jocs Olímpics d'Estiu de 1932 celebrats a Los Angeles, Estats Units, per 7 esportistes (tots homes) que competiren en tres esports. El portador de la bandera a la cerimònia d'obertura fou el tirador Julio Castro del Rosario.

## Medaller
L'equip olímpic espanyol va aconseguir les següents medalles:
| Esport | Or | Plata | Bronze | Total |
| Vela   | 0  | 0     | 1      | 1     |
| Total  | 0  | 0     | 1      | 1     |

## Medallistes
| Esportistes   | Esport | Esdeveniment | Data       |
| ------------- | ------ | ------------ | ---------- |
| Bronze        |        |              |            |
| Santiago Amat | Vela   | Monotip      | 11 d'agost |